# Hermes van Rome
De  heilige Hermes van Rome (? - 120) was een vroegchristelijke Romeinse martelaar die traditioneel wordt afgebeeld als een Romeins krijger, met zwaard palm en hennep . In Ronse wordt hij echter afgebeeld als Romeins stadsprefect die te paard de duivel aan een ketting leidt. In die plaats wordt hij aangeroepen tegen krankzinnigheid omdat hij de duivel bestrijdt en overwint. Zijn feestdag is op 28 augustus.

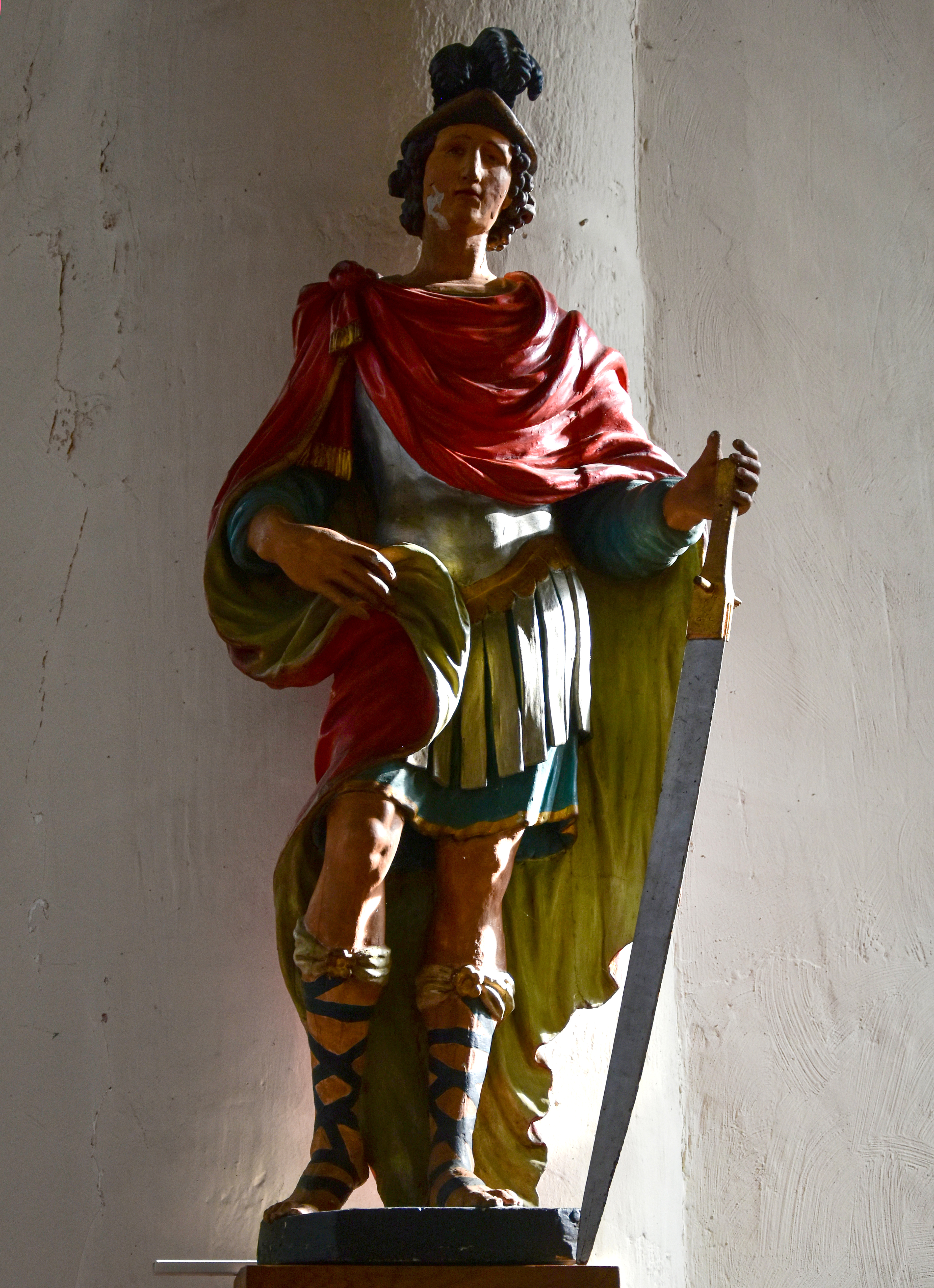
Hermes in de Sint-Hermes-en-Alexanderkerk te Theux

## Legende
Volgens een legende was Hermes een hooggeplaatste Romeinse stadsprefect die samen met zijn gezellen in handen viel van rechter Aurelianus, door wiens toedoen zij allen de marteldood stierven.
De zoon van Hermes was volgens deze legende zwaar ziek waarbij zijn blinde voedster de heidense godenoffers die Hermes bracht ter genezing van het kind herhaaldelijk hekelde. Hermes adviseerde haar zelf hulp te zoeken voor haar ogen. Vervolgens gaf paus Alexander I haar het zicht terug en wekte het ondertussen overleden kind weer tot leven. 
Als gevolg van deze mirakels liet Hermes zich door Alexander dopen, waarop zowel Alexander als Hermes gearresteerd werden.
Tijdens hun gevangenschap werden ze bewaakt door officier Quirinus. Alexander genas Quirinus' dochter Balbina, die aan een huidziekte leed, waarop ook zij zich bekeerden tot het christendom. Allen werden aangehouden en door Aurelianus ter dood veroordeeld. Theodora de zuster van Hermes zorgde voor de begrafenis van de martelaars.
Deze legende werd alom geprezen om haar hoogstaande literaire waarde en bijgevolg beschouwd als waargebeurd.
Naast deze uiterst twijfelachtige legende, die waarschijnlijk ontsproot uit de pen van een zekere Ado, een Zuid-Franse bisschop van Vienne uit de IXde eeuw, is er maar weinig gekend over de levensloop van Sint-Hermes.

## Cultus en aanbidding
Volgens de Griekse monnik Philocalus, die in opdracht van paus Liberius (352-363) een kalender opstelde van twee te Rome vereerde martelaars, werd Hermes begraven in de catacombe van Basilla op de Via Salaria Vetus (de huidige Via Bertolini, onmiddellijk voor de Ambassade van Israël aan de linkerkant van de straat).
Enige tijd later bouwde een groep Benedictijnen precies boven op de catacombe van Hermes een klooster. De monniken schilderden in de apsis van hun ondergrondse kerk een fresco met de (waarschijnlijk oudst bekende) afbeelding van Hermes tussen de heilige Benedictus en de heilige Michaël.
De Vaticaanse archeologische school vond in het begin van de 20ste eeuw bij opgravingen in deze catacomben enkele fragmenten van een grafschrift, waarbij duidelijk de naam Hermes te lezen stond. Dit grafschrift zou destijds op last van Paus Damasus I (363 – 384) op Hermes’ graf aangebracht zijn.
In de vierde eeuw werd in de stad Antium in Lazio een basiliek aan hem gewijd, wat zeer uitzonderlijk is zo kort na de vervolging van christenen. Ook liet Paus Pelagius II (579-590) een basiliek bouwen op het graf van Hermes, dewelke later gerestaureerd werd door paus Adrianus I (772-795).
In 851 zou bisschop Luipram van Salzburg na zijn bezoek aan Rome relieken van een heilige mee brengen, van wie hij geloofde dat het Sint-Hermes betrof. In het verslag van deze overbrenging wordt er immers gespecificeerd dat hij op 28 augustus gevierd wordt. Bijgevolg werd Hermes een van de drie patroonheiligen in de oorspronkelijke Dom van Salzburg. Maar ook Bamberg beweerde dat het restanten van Hermes in bezit had.

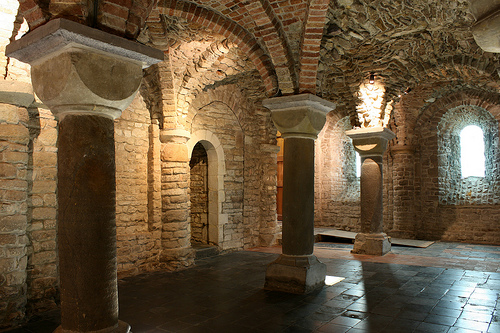
Sint-Hermescrypte in Ronse

Volgens de overlevering werden sommige van zijn relieken door paus Gregorius de Grote naar Spoleto gestuurd. 
Andere relieken gingen door paus Leo IV naar Lotharius I, die ze schonk aan de Abdij Kornelimünster bij Aken. Het zijn deze relieken die sinds de 9e eeuw worden bewaard in Ronse, waar hij de patroonheilige is van de Sint-Hermesbasiliek. In 880 vluchtten de monniken weliswaar met de relieken en hun kostbaarheden uit vrees voor de oprukkende Noormannen, die de Schelde gebruikten als toegangspoort tot de Lage Landen. In 940 keerden de relieken van Sint-Hermes terug door bemiddeling van de bisschop van Kamerijk, Fulbert. Ze werden in 1089 in een zilveren schrijn gelegd en ondergebracht in de Sint-Hermescrypte in Ronse. De relieken stimuleerden de plaatselijke economie door de komst van vele geesteszieken, die bij Sint-Hermes soelaas kwamen zoeken. De naburige Walen hebben hierover een boosaardige spreuk:
Saint Hermès guérit les fous des environs et laisse les habitants de Renaix tels qu'ils sont... (Sint Hermes geneest alom de gekken, maar laat die van Ronse verrekken)
In diezelfde periode ontstond de Fiertel- of Sint-Hermesommegang, waarbij het schrijn op Drievuldigheidsdag (de eerste zondag na Pinksteren) over een afstand van drieëndertig kilometer langs de stadsgrenzen worden gedragen. Vanwege de trage gang van de processie worden Ronsenaren ook slekketrekkers genoemd.

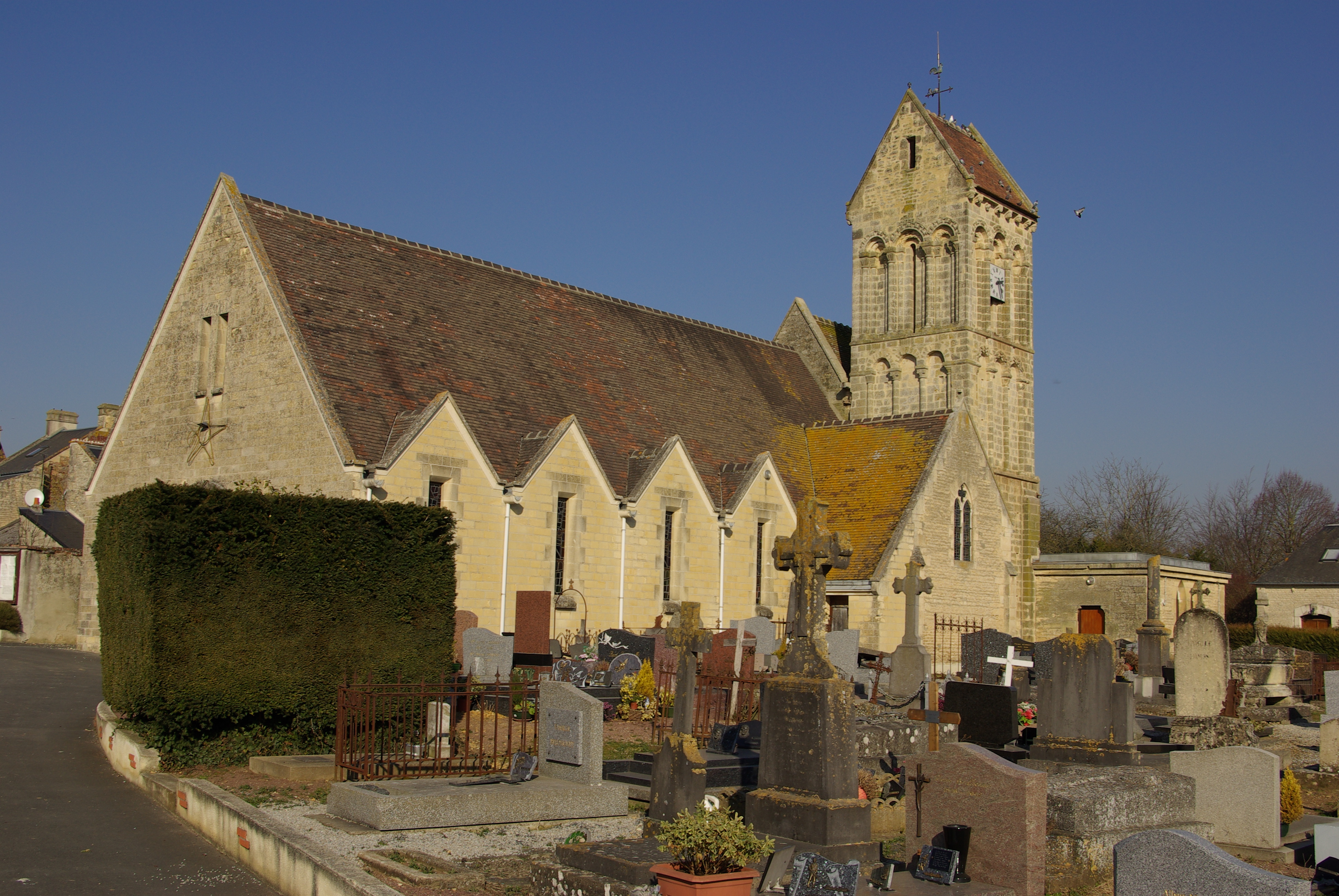
St-Hermeskerk te Fontenay-le-Marmion

Ook in de regio van Picardië is Sint-Hermes een populaire heilige. Zo is er in Fontenay-le-Marmion in Normandië een twaalfde-eeuwse kerk gewijd aan Sint-Hermes en wordt hij geëerd in de Sint-Niklaaskerk in Doornik. In Theux vindt men de Sint-Hermes-en-Alexanderkerk.